# Latin Rhythm Airplay
Latin Rhythm Airplay es una lista publicada semanalmente por Billboard que clasifica las canciones más populares que se reproducen en las estaciones de radio hispanas urbanas en los Estados Unidos. La música que se escucha típicamente en estas estaciones incluye reguetón, R&B hispano y hip hop, pop / dance rítmico y mezclas de canciones bilingües o en inglés. La tabla se presentó la semana del 13 de agosto de 2005 y surgió como resultado de que las estaciones de radio aprovecharon la creciente audiencia hispana de segunda y tercera generación que deseaba una alternativa bilingüe o de habla hispana a la corriente principal rítmica y R&B / hip-hop, formatos que sentían que los representarían. «Lo que pasó, pasó» de Daddy Yankee fue la primera canción número uno en la lista. Con el número del 8 de enero de 2011, se cambió la metodología de la tabla para reflejar la transmisión general de la música latina en las estaciones de radio latinas. En lugar de clasificar las canciones que se reproducen en las estaciones de ritmo latino, las clasificaciones se determinan por la cantidad de reproducción de canciones de ritmo latino que reciben en las estaciones que reproducen música latina independientemente del género.
Solo unas pocas artistas femeninas han podido llegar entre los diez primeros de la lista. Estas incluyen a la cantante de reguetón Natti Natasha, que actualmente tiene dieciséis entre los diez primeros (ocho de ellos sencillos número uno, siendo la artista femenina con más entradas en el top diez), Nina Sky, que apareció en «Play That Song» de Tony Touch, las cantantes de pop latino Shakira y RBD, y cantantes de R&B estadounidenses Beyoncé Knowles, Cassie y Keyshia Cole. Ivy Queen se convirtió en la primera mujer en encabezar la lista en 2008, cuando su sencillo «Dime» alcanzó el número uno. «Danza Kuduro» de Don Omar con Lucenzo es la canción con la racha más larga con 29 semanas en el número uno.

## Registros

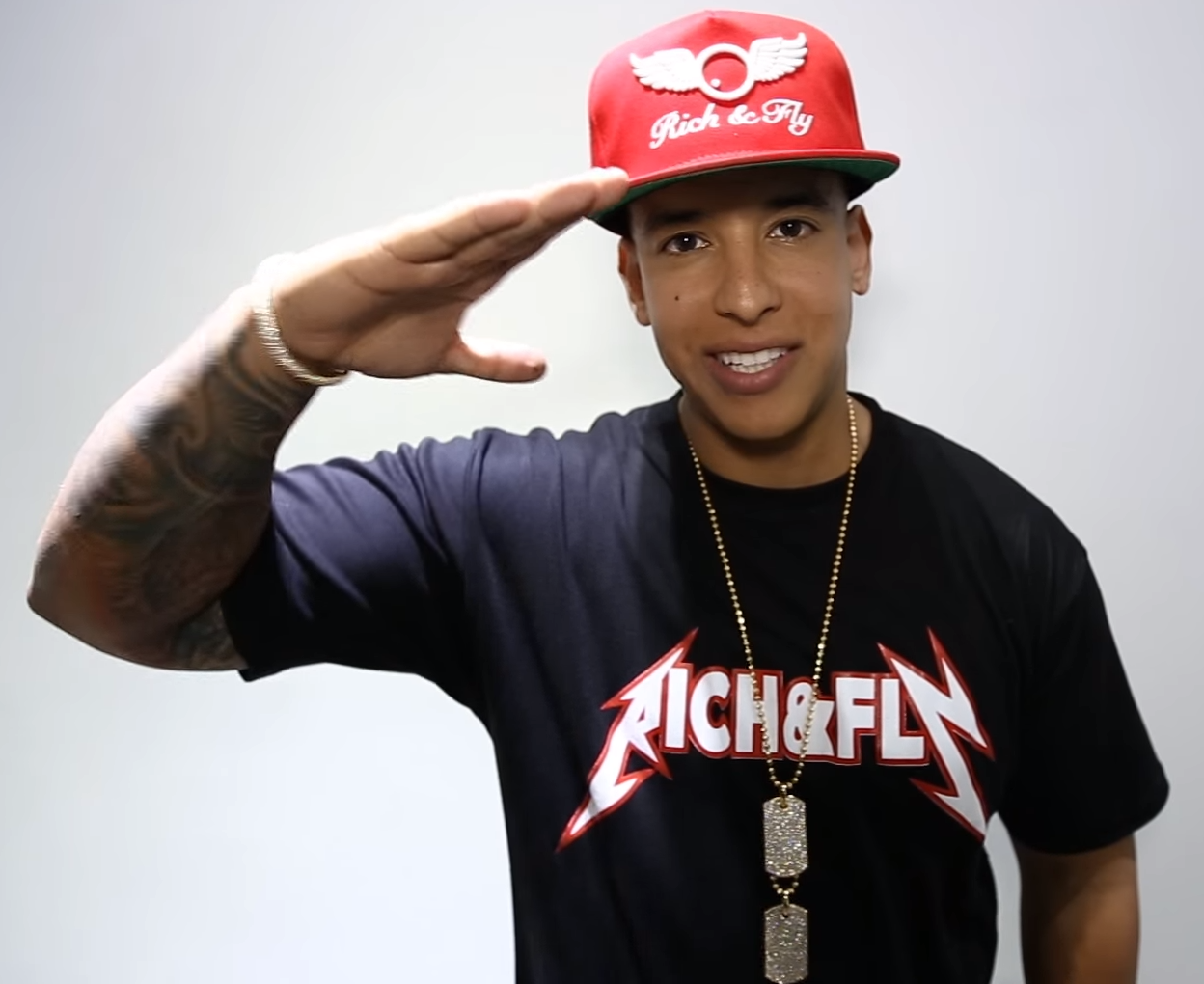
Daddy Yankee tiene la mayor cantidad de canciones número uno, con 35 entre 2005 y 2019.

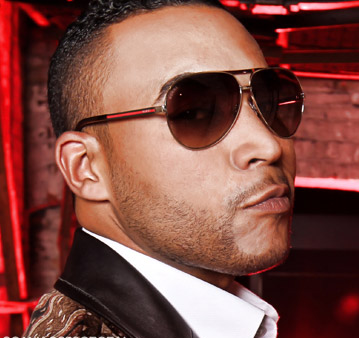
"Danza Kuduro" de Don Omar (en la foto) y Lucenzo es el número uno más longevo con 29 semanas.

### Artista con más éxitos número uno
| Número de sencillos | Artista        | Período   | Ref.   |
| ------------------- | -------------- | --------- | ------ |
| 36                  | J Balvin       | 2014-2024 | [ 8 ]  |
| 35                  | Daddy Yankee   | 2005-2022 | [ 9 ]  |
| 19                  | Ozuna          | 2017-2020 | [ 10 ] |
| 18                  | Wisin y Yandel | 2005-2019 | [ 11 ] |
| 15                  | Maluma         | 2015-2020 | [ 12 ] |
| 13                  | Wisin          | 2013-2019 | [ 13 ] |
| 13                  | Don Omar       | 2016-2018 | [ 14 ] |
| 12                  | Yandel         | 2012-2018 | [ 15 ] |
| 12                  | Nicky Jam      | 2015-2020 | [ 16 ] |
| 10                  | Bad Bunny      | 2018-2020 | [ 17 ] |
| 10                  | Pitbull        | 2012-2019 | [ 18 ] |

### Artista con más entradas
- (99) — Daddy Yankee
- (58) — J Balvin
- (51) — Wisin & Yandel
- (45) — Don Omar
- (37)  — Pitbull
- (32) — R.K.M & Ken-Y
- (28) — Natti Natasha

## Mejor canción de fin de año
- 2006: "Down" de RKM y Ken-Y
- 2007: "Sola"  de Héctor "El Father"
- 2008: "Te Quiero" de Flex
- 2009: "Me Estás Tentando" de Wisin & Yandel
- 2010: "Dile al Amor" de Aventura
- 2011: "Danza Kuduro" de Don Omar y Lucenzo
- 2012: "Bailando por el mundo" de Juan Magan con Pitbull y El Cata
- 2013: "Limbo" de Daddy Yankee
- 2014: "6 AM" de J Balvin con Farruko
- 2015: "El Perdón" de Nicky Jam con Enrique Iglesias
- 2016: "Reggaetón Lento (Bailemos)" de CNCO
- 2017:  "Despacito" de Luis Fonsi con Daddy Yankee
- 2018: "X" de Nicky Jam con J Balvin
- 2019: "Con Calma" de Daddy Yankee con Snow
- 2020: "Tusa" de Karol G con Nicki Minaj
- 2021: "Hawái" de Maluma y The Weeknd
- 2022: "Mamiii" de Becky G y Karol G
- 2023: "TQG" de Karol G y Shakira

## Canción de fin de década
- 2000-2009: "Pam Pam" por Wisin & Yandel